# Treasure Valuation Committee
Le Treasure Valuation Committee est un organisme indépendant britannique basé à Londres. Il est constitué d'experts chargés de conseiller le Gouvernement pour l'acquisition des « trésors » (au sens de découverte potentiellement archéologique et d'intérêt patrimonial culturel) trouvés par des particuliers dans les sols d'Angleterre, du pays de Galles et d'Irlande du Nord, au nom de la Couronne britannique. Ces objets sont tenus d'être proposés, par leurs inventeurs (les personnes à l'origine de la trouvaille), à l'expertise, depuis 1996 en vertu du Treasure Act.
Le Comité évalue dans un premier temps si l'objet découvert répond aux critères d'intérêts patrimoniaux culturels ; si oui, l'objet est enregistré dans le Portable Antiquities Scheme. Il donne ensuite le prix qu'aurait cet objet s'il était mis en vente sur le marché, de gré à gré, permettant ainsi de dédommager l'inventeur, en cas d'acquisition par les musées. Le Comité n'est pas tenu de donner sa réponse dans un minimum de temps.